# Cosmologia da ação
A cosmologia da ação é um modelo do início do mundo, das forças naturais e das dimensões; da origin, sequência, relações e propriedades gerais, porém menos da forma ou dos coeficientes métricos,  delas.
Resulta numa métrica do tipo
```
0 = 1/h
2
 dS
2
 - 1/t
pl
2
 ( dt
2
  - 1/c
2
 { dq
1
2
  + G
0
2
/G
2
 [ dq
2,3
2
  - ...]})  com G
0
 = t
pl
2
c
5
/h ≈ G
```

(S/h: ação produzida pelo objeto, semelhante ao tempo próprio mas discretizado; t: tempo; q: posição).
O modelo é derivado  da ação como propriedade realizante de toda existência com individuação como força primária e imediata de produção de fatos sempre novos e linearmente independente dos já existentes  com conexão causal não-determinística , como um conjunto causal e seu auto-desdobramento e auto-organização inicial, e dá uma descrição plausível da formação das dimensões e forças naturais correspondentes  e das leis da logica, geometria, física deste mundo no seu início, direto e dentre de três passos, com correspondência à física atual e com propriedades cosmológicas favoráveis.  A fórmula completa da ação corresponde à métrica, em vez da necessidade de postulá-la adicionalmente.

## Ação como Propriedade Realizante e Consequência de toda Existência
A filosofia básica que o modelo toma e aplica à cosmologia é:  Algo exista só conforme como, quando, aonde chega sua ação.  É uma posição que fatos e informações validos para alguém dependem do efeito e da aparência do evento considerado, ou aproximadamente da sua situação relativamente àquele, e neste sentido são variante entre observadores, contraria à filosofia que  fossem absolutos e ilimitadamente válidos, e cumula em  esferas de validade de informações pelo alcance das suas ações na regra limitadas  e efeitos por grupos, subsistemas or colisões de tais assim como compromissos dos fatos válidos nelas e uma filtragem e administração das informações duma maneira que não todos já ″produzidos″ mas um número muito reduzido, coletivo, projecido nas dimensões e outras condições locais,  ou variante é localmente relevante.   Isso inclui uma ad-hoc autopercepção,  iniciativa e autonomia para agir  e preferência do sistema próprio ou o local como suficiente para algo existir e agir localmente e imediato - especialmente para todo ser, e para nosso mundo, dentre dele, a informação da sua própria existência é incondicionalmente válida e ponto inicial da sua logica, física e de todo desenvolvimento interno - e independência do afastado, da incerteza sobre certas propriedades globais ou absolutos e sobre possíveis observadores externos e da chegada da ação lá ou nossa existência para eles, reconhecimento por eles ou conflito.   Mas também inclui o acaso, que não apareça espontaneamente além que numa ação com causa, para a completar e fazer exato o efeito desta, eis que  é previsto que todo produz algo, e quanto mais ou menos, porem não o que ″exato″; e todo realmente novo em vez de meramente modificado, não possa re-ratificar nem fazer não-acontecidas ou destruir informações, mas ao lado deste impulso do passado, o novo do futuro deve ser linearmente independente e ficar assim individuado - não contido nele, nem predeterminado, nem sequer imaginável pelos meios dele e daí muito menos pretendido exatamente ou mesmo se fosse garantido seu êxito.
Dai, nos termos da física e formalmente, no modelo, o tempo no sistema próprio discretizado como eventos, a validade  de fatos e  informações e a ação deles e em geral, não são considerados como objeto geométrico absoluto, mas como coordenadas duma própria dimensão e geometria primordial  e também variante dependente do observador, das dimensões relevantes para ele, da maneira da observação, como alcançam-no  ações por eventos, e como aparecem-lhe intervalos e projetam-se-lhe nas dimensões dele. Têm uma extensão limitada . Por exemplo, horizontes, como no espaço entre fora ou dentre dum buraco negro ou do universo, assim como no tempo entre passado e futuro, limitam os efeitos da existência concreta; ou para um fóton emissão e absorção são  fatos distintos mas vizinhados e o modelo entende ter uma separação ou tempo próprio de um evento ou quantum de ação em vez de zero entre elas, o que porêm, valido só para nos, além de se projetar-nos como  intervalos de nosso tempo e espaço, também pode ter eventos intermediários  (como, de difração).

## Origin da Lógica, Geométria, Física
Num conjunto causal se efetuando sucessivamente, do concretizado com sua individuação,  aparecem estruturas com aspetos lógicos, geométricos e físicos, fica o abstrato e sua "individuação".  Cada um dos primeiros passos da evolução, com seus eventos irrevogavelmente acontecidos e como ação destes,  deixa repercussões como limitações para futuros eventos,  não previsível ou expressível pelos mas linear independente dos já existentes, como nova direção da evolução ou dimensão e força, assim concretizada e individuada funcionalmente (não materialmente).  Forma seu espaço ou a área de extensão da sua ação, realização e validade continua,  o conjunto sucessivamente crescendo dos  componentes da localização  efetuados ou "alcançados" nele, inclusive naqueles tipos de  acumulações de tais para objetos onde são contidos.  Estes  daí sempre pertencem e ficam conexos com e dentre do seu espaço, representando assim um aspeto da causalidade nesta dimensão como a sua  força natural (p.ex., o que  energia ou matéria não possam sair ou se soltar do espaço, sempre ficam localizável quinematicamente ou geométrico,   percebendo diferentes intervalos do espaço como realizados conforme à ação destes a eles, apresenta fisicamente a inércia e a gravitação).  São objeto da física o reconhecimento e descripção de estruturas comuns  ou inatividade que por si não produzem novos fatos ocasionais e assim podem ser modelados por formulas exatas,  mas não explicam a própria função do mundo.

## Detalhes sobre Dimensões e Forças Naturais
A métrica com o número de eventos acontecidos, tempo, posição, curvatura, e o quadrivetor com a  ação , energia, impulso , potencial,  e os termos destes reflitam que cada dimensão realizada no nosso mundo  tem seu aspeto estático e dinâmico ″complementares″, essencialmente equivalentes mas deslocados por uma meia fase um ao outro; seus referidos unidades elementares ou intervalos médios da sua realização e acão, e os quocientes destes ou velocidade, separação ou densidade linear entre elas, dão as constantes físicas; e  a comparação ou transformação destas suas duas representações, ou a variação total da métrica, contêm as leis da física e da força fundamental primária pertencente a cada dimensão.
Estas propriedades individuais de cada dimensão (assim como a validade continua dos próprios fatos), acumulam-se às genéricas herdadas aos sucessores - como, a forma geral da métrica (p.ex., quadrática), a afinidade das equações globais de estado, ou a proporcionalidade das grandezas globais - o que representa um resfriamento de estruturas, previsibilidade,  e a formação de regras (inclusive lógicas, geometrias, físicas), oriundos dos antigos e ao lado dos futuros eventos ocasionais do conjunto causal.
Observamos que, com ação ou sequência de eventos e tempo, e depois com o espaço definido cineticamente e geométrico (1. , 2. e 3., 4. termo na métrica), nasceram sempre grupos de dois  dimensões quase equivalentes, mas com signum oposto,  nas quais a natureza  tenta minimizar ou compensar o efeito da primeira pela segunda.  Pertence a cada grupo um objeto (nestes casos a luz e a matéria respetivamente), para cujo movimento isso é atingido exato e dai não importam mais as dimensões seguintes; porem, de modo geral e para a métrica do espaço-tempo generalizado,  uns dimensões não podem ser compensado exatamente por outras, e a diferença sobrando depois cada grupo delas  desdobrou um novo grupo (p.ex., da "pequena" diferença entre sequência de eventos ou tempo próprio, e tempo, surgiu e corresponde quase o espaço).   O modelo entende a matéria como forma de grupamento de informações com capacidade suficiente para sua localização em tempo e espaço, mas não para armazenar coordenadas de dimensões lhes subsequentes que daí não  são sensíveis e relevantes para nos.
Nossas dimensões e forças conhecidos surgiram sem desvios nos 3 primeiros passos da evolução, representando só 8 informações independentes, como a própria lógica e geometria naquela época, daí as leis principais fixados então, adequadamente formulado, devem ter uma forma simples correspondente a isso. O modelo entende não existir nenhuma formula da descripção ou previsão da função do mundo incluindo livre arbítrio e acaso. O que toca a descripção das suas estruturas - enquanto com menos parâmetros do que eventos, também só parcial - entende   como primária cada dimensão ou força juntado da ação dos seus 1, 2, 4 ... eventos  ocasionais, distintos e linear independente dos outros, daí não podendo serem mutualmente substituídas ou unificadas, também não prevê nenhuma força única primordial que não tenha só sua dimensão única própria (mas p.ex. que é formulada em tempo e espaço); não prevê outras dimensões temporais ou espaciais.   Também não prevê nenhuma discretização de dimensões além por aquela da ação (e suas condições geométricos às grandezas  ou realização média em unidades elementares delas, sempre variante conforme tal se representa para o observador nas dimensões e demais condições dele).  O aspeto estático de cada espaço e seus intervalos correspondem ao dinâmico (p.ex. junto com a extensão do espaço surge sua massa gravitacional e densidade), e globalmente podemos ignorar a ocorrência de acumulações locais deste para "objetos" do próprio espaço "vazio" limitado , então já  com  seus coordenadas realizadas não-linearmente (i.e. em mais que dois pontos) como primeira aceleração ocorrida, daí já com  sua força natural, e possíveis outros detalhes e caraterísticas (p.ex., simetrias, pelo modelo uma ausência de mais parâmetros, locais além dos globais, da dimensão), assim que tais detalhes  não são condições independentes para a existência de forças, apesar de eles  podem ser relevante para a forma das forças  (p.ex. nas dimensões tempo e espaço cinemático e geométrico, nosso tempo, velocidade e posição como seus coordenadas independentes,  são não-"absoluta"  na medida da não-ocorrência de  assimetrias ou marcas significantes destas mesmas,  enquanto a variância da aceleração e força , sem dimensão e simetria própria  mas  derivadas de tempo e espaço preexistentes, depende destes, principalmente da expansão, o que resulta na inercia e suas caraterísticas). Foi examinado detalhadamente o transito do conjunto causal primordial para a geometria e física após tão quão relevante para observadores e objetos de matéria, e a significância dos parâmetros e caraterísticas e suas possíveis variações seculares daquele para este, e a conclusão final foi que são suficiente para e nem cabiam mais informações dentre do modelo do que, as caraterísticas e unidades elementares como constantes das dimensões conhecidos, enquanto eventuais parâmetros secundários  surgidos talvez mais tarde (p.ex. representando a forma, ou de heterogeneidades das caraterísticas dinâmicas) têm pouca importância para início, fim e estrutura do mundo, além de dependerem da confirmação por observações 

## O Fim do Mundo
O fim dum mundo seria a perda da sua identidade e ação, bem capaz a favor de outros espaços com identidade própria.  Com o aumento de subespaços flue espaço neles e a expansão desacelera, no outro lado não podem coexistir muito mais que um subespaço lado ao lado em qualquer direção sem que se juntassem para um.  Detalhes dependem da métrica de espaço e subespaços (classicamente, do quotiente dos superfícies destes), mas como cenário mais provável, no final, cada espaço fica somente uma camada mais e mais fina ao redor dum só subespaço, porém é duvidoso para quem isso cumulará no efeito   perdendo-se todo o produzido pela informação caracterizando o espaço e assim esta própria.

## O Lugar do Modelo dentre da Física
Em quase todas as situações, principalmente na visão macroscópica, o modelo significa apenas poucas alterações para a física. Excepções são, p.ex.: a descrição do início do mundo; a opinião duma existência concretizada do tempo e do espaço pela sua ação própria; relações entre as dimensões;  certos processos quânticos;   validade e alcance limitada de informações , p.ex. à interpretação do problema da medição, ou para um observador num espaço diferente do que o objeto; efeitos por colisões de esferas ou sistemas próprias e das informações válidas em cada uma, assim como compromissos, ou efeitos fortes impedindo o encontro de subespaços com dimensões e constantes físicas muito incompatíveis; o desenvolvimento isolado de sistemas, a sua produção e auto-organização interna de fatos e dimensões próprios, e a interação destas com o exterior quando houver contato; falado mais geral, talvez o início na direção duma explicação física para caraterísticas e dinâmica de grupos de indivíduos e a relevância das suas "realidades" e regras para eles e outros, como conhecido da vida diária e objeto das ciências sociais.  Ocorrem efeitos quánticos (en)quando o conteúdo de informações num sistema próprio for insuficiente para fixar todas grandezas normalmente esperados nas dimensões do observador (p.ex. entrelaçamento quântico antes de uma observação, perturbação, absorção validar mais informações para o sistema dele).  Referente à cosmologia, uma inflação seria possível mas não necessária; há conexão causal para cada observador, conforme todos eventos percebidos ou validos por ele, número deles ou tempo próprio (e tempo, para métricas realísticas);  um universo geometricamente e dinamicamente limitado e ″plano″, com idade, tamanho e massa proporcionais (e a densidade diminuindo com seu quadrado) onde uma expansão constante, isotropia e equivalência são consequências imediatas das mesmas ″velocidades relativas ou densidades lineares entre as dimensões e suas unidades elementares″ continuando  válidas de escalas pequenas até globais (ignorando efeitos pela forma talvez variável), limitando movimentos de objetos e mantem nos localizáveis nelas inclusive impedem nos alcançar o origin delas; podemos esperar classicamente como Radiação do Origin uma fluctuações com uma frequência tão longe que durante uma ela própria aumenta essencialmente pela expansão ou seja com um comprimento de onda sempre perto do raio da curvatura, daí  não resultará numa recombinação ou devolução da energia emprestada toda, e que tal radiação ia accumular uma parte grande de informações e energia e pode representar a própria extensão e massa do espaço ,  aumentando em cada  unidade elementar do tempo por uma de energia ou tantos fotões ou eventos novos como unidades de extensão tem seu tamanho , e ser assim agindo e concretizado localmente na média em intervalos elementares para cada dimensão um espaço e suas propriedades geométricas e físicas,  em total tantos como unidades elementares tem seu superfície.  A parte maior destes itens permite, no princípio, testar os aspectos principais do modelo, e no estado dos nossos conhecimentos atuais, concordam com ele.

## Literatura
- Landgraf, Werner: Welt und Wirkungsprinzip 2. ed. 1. ed. 1997 . Rio de Janeiro. Mai 1997. Bibl. Nac. Escr. Dir. Aut. 135068 - 7781/1997.  ISBN 979-10-90349-00-1 , ISBN 978-1-4457-3829-1 ("WuW-1"), 2. ed. März 2010  ISBN 979-10-90349-01-8 , ISBN 978-1-4457-3071-4 ("WuW-2"). O modelo foi elaborado 1994-5 e em seguir
- Landgraf, Werner: The Action as Natural Force and the Origin of Time, Space, Dimensions, Natural Forces, and Laws of Logics, Geometry and Physics at the Origination of the World. Cayenne. Feb. 2011. ISBN 979-10-90349-10-0 ("ANF").  Explicação popular
- Wirkungs-Weltmodell  Explicação popular mais detalhada da Cosmologia da Ação
- Urknall-Strahlung  Explicação popular da Radiação do Origin, com um cumprimento de onda semelhante ao tamanho do espaço, manifestação nele do efeito produtivo eterno pelo origin
- Biblioteca Nacional Alemã